# Callisthene major
Callisthene major är en tvåhjärtbladig växtart som beskrevs av Carl Friedrich Philipp von Martius. Callisthene major ingår i släktet Callisthene och familjen Vochysiaceae. Utöver nominatformen finns också underarten C. m. pilosa.